# Cápsula (fruto)

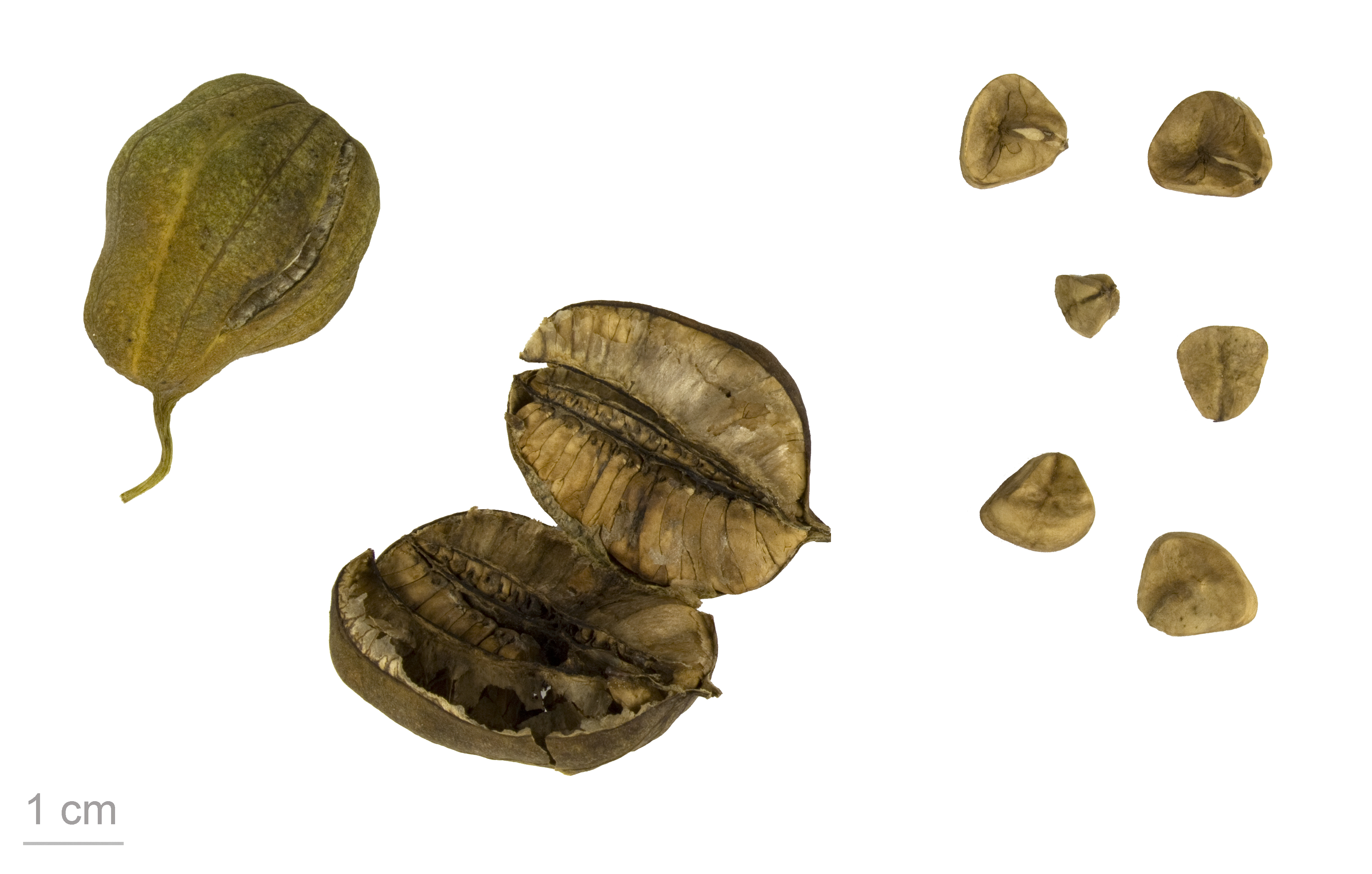
Aristolochia clematitisː um exemplo de fruto capsular

Cápsulas são frutos secos e deiscentes, compostos por mais de um carpelo. De todas as categorias de frutos, esta é a mais variável, tanto no número de carpelos como no tipo de deiscência. Alguns denominam primeiramente como cápsula alguns tipos de frutos secos, como pixídios, mas outros autores determinam estes como entidades diferentes. Os frutos capsulares estão presentes em muitas famílias botânicas, como Malvaceae, Cucurbitaceae (por exemplo, no caso de Luffa operculata), Myrtaceae (como nos eucaliptos), Aristolochiaceae e muitas outras. Alguns frutos capsulares, como o quiabo e frutos de alguns hibiscos, são comestíveis antes da sua maturação.

## Etimologia
"Cápsula" origina-se do termo latino capsula.